# Steve Kerr
Stephen Douglas Kerr (Beirut, 27 de septiembre de 1965) es un exjugador, entrenador de baloncesto y empresario estadounidense. Actualmente es entrenador de los Golden State Warriors de la NBA. Con 1,91 metros altura, jugaba en el puesto de base/escolta. Como jugador fue campeón de la NBA en 5 ocasiones en dos equipos diferentes (Chicago Bulls y San Antonio Spurs) y como entrenador ha conseguido 4 títulos con los Golden State Warriors. A día de hoy sigue siendo el mejor tirador de tres puntos en porcentaje de acierto de la historia de la NBA. Es uno de los cuatro jugadores de la historia, junto con Frank Saul, Patrick McCaw y Danny Green en ganar dos campeonatos consecutivos en dos equipos diferentes. Además, desde 2023 es accionista del Real Club Deportivo Mallorca.

## Trayectoria deportiva

### Universidad

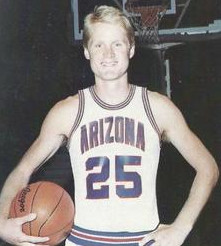
Kerr con Arizona en 1987.

Comenzó su carrera universitaria en 1984, en la Universidad de Arizona, y en 1986 fue incluido en la selección de baloncesto de Estados Unidos que participaría en el Mundial de baloncesto de España, donde consiguieron llevarse la medalla de oro, tras derrotar a la Unión Soviética en una apretada final. Con su universidad, consiguió llegar a la Final Four en 1988. Acabó sus estudios con unos porcentajes de 11,2 puntos y 3,4 rebotes.

#### Estadísticas
| Año     | Equipo  | PJ                 | PT                 | MPP                | %TC                | %3P                | %TL                | RPP                | APP                | ROB                | TPP                | PPP                |
| ------- | ------- | ------------------ | ------------------ | ------------------ | ------------------ | ------------------ | ------------------ | ------------------ | ------------------ | ------------------ | ------------------ | ------------------ |
| 1983–84 | Arizona | 28                 | ...                | 22.6               | .516               | ...                | .692               | 1.2                | 1.3                | 0.3                | 0.0                | 7.1                |
| 1984–85 | Arizona | 31                 | ...                | 33.4               | .568               | ...                | .803               | 2.4                | 4.0                | 0.6                | 0.1                | 10.0               |
| 1985–86 | Arizona | 32                 | ...                | 38.4               | .540               | ...                | .899               | 3.2                | 4.2                | 1.6                | 0.0                | 14.4               |
| 1986–87 | Arizona | Suspendido—No jugó | Suspendido—No jugó | Suspendido—No jugó | Suspendido—No jugó | Suspendido—No jugó | Suspendido—No jugó | Suspendido—No jugó | Suspendido—No jugó | Suspendido—No jugó | Suspendido—No jugó | Suspendido—No jugó |
| 1987–88 | Arizona | 38                 | ...                | 32.6               | .559               | .573               | .824               | 2.0                | 3.9                | 1.2                | 0.1                | 12.6               |
| Total   | Total   | 129                | —                  | 32.1               | .548               | .573               | .815               | 2.2                | 3.4                | 1.0                | 0.1                | 11.2               |

### Profesional
Fue elegido en el draft de 1988 por los Phoenix Suns en una posición muy retrasada, la 25 de la segunda ronda. Kerr fue un jugador de banquillo, que se convirtió en un auténtico especialista en los lanzamientos de 3 puntos, aprovechando al máximo los pocos minutos de los que disponía con frecuencia en la cancha. Solo estuvo una temporada en Arizona, siendo traspasado al año siguiente a Cleveland, donde comenzó a demostrar al mundo sus cualidades como lanzador de larga distancia, rondando o superando desde entonces el 50% de acierto desde la línea de 3, algo al alcance de muy pocos jugadores en toda la historia de la liga. Estuvo 3 temporadas y media, terminando la última de ellas en las filas de los Orlando Magic. Al año siguiente, en la temporada 1993-1994, firmó por los Chicago Bulls, donde coincidiría con el gran Michael Jordan, con Scottie Pippen, Dennis Rodman o Toni Kukoč entre otros. Con ellos logró 3 campeonatos de la NBA consecutivos. Tras el último de ellos, fue traspasado a los San Antonio Spurs, y ganó un nuevo anillo de campeón en su primera temporada en tierras tejanas, convirtiéndose en el segundo jugador de la historia (tras Frank Saul) en ganar dos anillos consecutivos en dos equipos diferentes.
Tras 3 temporadas, fue traspasado a Portland Trail Blazers, donde solo jugó una temporada, para regresar de nuevo al año siguiente a San Antonio, en su último año como profesional, poniendo la puntilla a su excelente carrera con un nuevo anillo de campeón.
En 1997, ganó el concurso de triples del All-Star Game.

### Entrenador

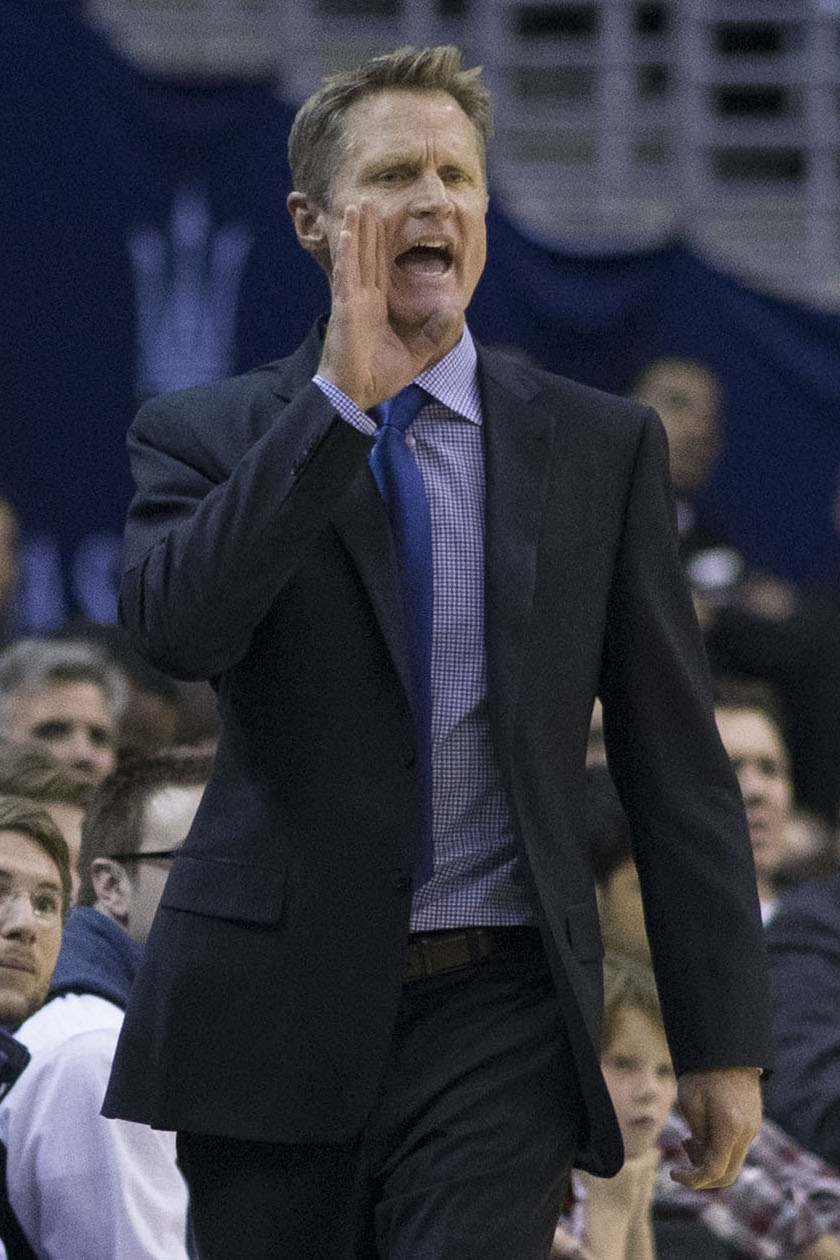
Kerr como entrenador de los Warriors en 2015.

Sin experiencia como asistente, habiendo sido analista televisivo desde su retirada, los Golden State Warriors le ofrecen el puesto de 'entrenador jefe', ganando la batalla a otros equipos interesados en él como eran los New York Knicks. El 3 de enero, Steve Kerr se convierte en el primer entrenador "rookie" en lograr un balance de 30-5 en su inicio en toda la historia de la NBA. El 16 de junio de 2015 obtiene su primer anillo como entrenador ante Cleveland Cavaliers (4-2).
En la temporada 2015/16 alcanza las finales, pero pierde ante los Cavs, en el séptimo partido (3-4). El 12 de junio de 2017 gana su segundo anillo como entrenador con Golden State Warriors, de nuevo ante los Cavs (4-1).
Al año siguiente, el 8 de junio de 2018 consigue su tercer anillo como entrenador con Golden State Warriors tras una barrida a Cleveland Cavaliers en las finales (4-0).
El 26 de enero de 2019, logra su victoria número 300 como entrenador, con un récord de 300-77 es el entrenador que más rápido ha conseguido este número de victorias, con menos partidos disputados. Esa temporada, llega de nuevo a las finales de la NBA, por quinto año consecutivo, pero caen derrotados ante Toronto Raptors (2-4).
El 16 de junio de 2022 se proclama campeón de la NBA por cuarta vez como entrenador, tras vencer a los Celtics en la Final (4-2).
Durante su décima temporada con los Warriors, la 2023-24, fue nombrado entrenador del mes de febrero de la conferencia Oeste. Y renovó con la franquicia por otras dos temporadas.
Durante los playoffs de 2025 alcanza las 101 victorias, y se coloca como el sexto entrenador de la historia con más victorias en Playoffs.

#### Selección nacional
Intercalará sus funciones como seleccionador nacional de Estados Unidos desde 2022 a 2024, teniendo como asistentes a Mark Few, Erik Spoelstra y Monty Williams. Entre julio y agosto de 2024 fue el entrenador que lideró a la selección absoluta de Estados Unidos, que disputó los Juegos Olímpicos de París, y que ganó el oro, tras vencer la final ante Francia.

## Estadísticas de su carrera en la NBA
|  | Denota temporadas en las que ganó un Campeonato de la NBA |
|  | Líder de la liga                                          |
|  | Récord de la NBA                                          |

### Temporada regular
| Año     | Equipo      | PJ  | PT | MPP  | %TC  | %3P  | %TL   | RPP | APP | ROB | TPP | PPP |
| ------- | ----------- | --- | -- | ---- | ---- | ---- | ----- | --- | --- | --- | --- | --- |
| 1988-89 | Phoenix     | 26  | 0  | 6.0  | .435 | .471 | .667  | .7  | .9  | .3  | .0  | 2.1 |
| 1989-90 | Cleveland   | 78  | 5  | 21.3 | .444 | .507 | .863  | 1.3 | 3.2 | .6  | .1  | 6.7 |
| 1990-91 | Cleveland   | 57  | 4  | 15.9 | .444 | .452 | .849  | .6  | 2.3 | .5  | .1  | 4.8 |
| 1991-92 | Cleveland   | 48  | 20 | 17.6 | .511 | .432 | .833  | 1.6 | 2.3 | .6  | .2  | 6.6 |
| 1992-93 | Cleveland   | 5   | 0  | 8.2  | .500 | .000 | 1.000 | 1.4 | 2.2 | .4  | .0  | 2.4 |
| 1992-93 | Orlando     | 47  | 0  | 9.4  | .429 | .250 | .909  | .8  | 1.3 | .2  | .0  | 2.6 |
| 1993-94 | Chicago     | 82  | 0  | 24.8 | .497 | .419 | .856  | 1.6 | 2.6 | .9  | .0  | 8.6 |
| 1994-95 | Chicago     | 82  | 0  | 22.4 | .527 | .524 | .778  | 1.5 | 1.8 | .5  | .0  | 8.2 |
| 1995-96 | Chicago     | 82  | 0  | 23.4 | .506 | .515 | .929  | 1.3 | 2.3 | .8  | .0  | 8.4 |
| 1996-97 | Chicago     | 82  | 0  | 22.7 | .533 | .464 | .806  | 1.6 | 2.1 | .8  | .0  | 8.1 |
| 1997-98 | Chicago     | 50  | 0  | 22.4 | .454 | .438 | .918  | 1.5 | 1.9 | .5  | .1  | 7.5 |
| 1998-99 | San Antonio | 44  | 0  | 16.7 | .391 | .313 | .886  | 1.0 | 1.1 | .5  | .1  | 4.4 |
| 1999-00 | San Antonio | 32  | 0  | 8.4  | .432 | .516 | .818  | .6  | .4  | .1  | .0  | 2.8 |
| 2000-01 | San Antonio | 55  | 1  | 11.8 | .421 | .429 | .933  | .6  | 1.0 | .3  | .0  | 3.3 |
| 2001-02 | Portland    | 65  | 0  | 11.9 | .470 | .394 | .975  | .9  | 1.0 | .2  | .0  | 4.1 |
| 2002-03 | San Antonio | 75  | 0  | 12.7 | .430 | .395 | .882  | .8  | .9  | .4  | .0  | 4.0 |
| Total   | Total       | 910 | 30 | 17.8 | .479 | .454 | .864  | 1.2 | 1.8 | .5  | .1  | 6.0 |

### Playoffs
| Año   | Equipo      | PJ  | PT | MPP  | %TC  | %3P  | %TL   | RPP | APP | ROB | TPP | PPP |
| ----- | ----------- | --- | -- | ---- | ---- | ---- | ----- | --- | --- | --- | --- | --- |
| 1990  | Cleveland   | 5   | 0  | 14.6 | .286 | .000 | .000  | 1.2 | 2.0 | .8  | .0  | 1.6 |
| 1992  | Cleveland   | 12  | 3  | 12.4 | .439 | .273 | 1.000 | .5  | .8  | .4  | .0  | 3.7 |
| 1994  | Chicago     | 10  | 0  | 18.6 | .361 | .375 | 1.000 | 1.4 | 1.0 | .7  | .0  | 3.5 |
| 1995  | Chicago     | 10  | 0  | 19.3 | .475 | .421 | 1.000 | .6  | 1.5 | .1  | .0  | 5.1 |
| 1996  | Chicago     | 18  | 0  | 19.8 | .448 | .321 | .871  | 1.0 | 1.7 | .8  | .0  | 6.1 |
| 1997  | Chicago     | 19  | 0  | 17.9 | .429 | .381 | .929  | .9  | 1.1 | .9  | .1  | 5.1 |
| 1998  | Chicago     | 21  | 0  | 19.8 | .434 | .463 | .818  | .8  | 1.7 | .3  | .0  | 4.9 |
| 1999  | San Antonio | 11  | 0  | 8.8  | .267 | .231 | .833  | .8  | .7  | .2  | .0  | 2.2 |
| 2001  | San Antonio | 9   | 0  | 11.2 | .480 | .333 | .500  | 1.0 | .7  | .4  | .1  | 3.3 |
| 2002  | Portland    | 3   | 0  | 13.0 | .429 | .250 | 1.000 | 1.3 | 1.7 | .3  | .0  | 6.3 |
| 2003  | San Antonio | 10  | 0  | 4.6  | .636 | .833 | .750  | .3  | .6  | .1  | .0  | 2.2 |
| Total | Total       | 128 | 3  | 15.6 | .426 | .370 | .876  | .9  | 1.2 | .5  | .0  | 4.3 |

## Estadísticas como entrenador
| Equipo       | Año     | P   | V   | D   | V–D% | Finalizado      | PP  | VP  | DP | PV–D% | Resultado                            |
| ------------ | ------- | --- | --- | --- | ---- | --------------- | --- | --- | -- | ----- | ------------------------------------ |
| Golden State | 2014-15 | 82  | 67  | 15  | .817 | 1.º en Pacífico | 21  | 16  | 5  | .762  | Gana Campeonato NBA                  |
| Golden State | 2015-16 | 82  | 73  | 9   | .890 | 1.º en Pacífico | 24  | 15  | 9  | .625  | Pierde en Finales NBA                |
| Golden State | 2016-17 | 82  | 67  | 15  | .817 | 1.º en Pacífico | 17  | 16  | 1  | .941  | Gana Campeonato NBA                  |
| Golden State | 2017-18 | 82  | 58  | 24  | .707 | 1.º en Pacífico | 21  | 16  | 5  | .762  | Gana Campeonato NBA                  |
| Golden State | 2018-19 | 82  | 57  | 25  | .695 | 1.º en Pacífico | 22  | 14  | 8  | .636  | Pierde en Finales NBA                |
| Golden State | 2019-20 | 65  | 15  | 50  | .231 | 5.º en Pacífico | —   | —   | —  | —     | No playoffs                          |
| Golden State | 2020-21 | 72  | 39  | 33  | .542 | 4.º en Pacífico | —   | —   | —  | —     | No playoffs                          |
| Golden State | 2021-22 | 82  | 53  | 29  | .646 | 2.º en Pacífico | 22  | 16  | 6  | .727  | Gana Campeonato NBA                  |
| Golden State | 2022-23 | 82  | 44  | 38  | .537 | 4.º en Pacífico | 13  | 6   | 7  | .462  | Pierde en Semifinales de Conferencia |
| Golden State | 2023-24 | 82  | 46  | 36  | .561 | 5.º en Pacífico | —   | —   | —  | —     | No playoffs                          |
| Golden State | 2024-25 | 82  | 48  | 34  | .585 | 3.º en Pacífico | 12  | 5   | 7  | .417  | Pierde en Semifinales de Conferencia |
| Total        | Total   | 875 | 567 | 308 | .648 |                 | 152 | 104 | 48 | .684  |                                      |

## Logros y reconocimientos
- 5 veces campeón de la NBA (1996, 1997 y 1998, con Chicago Bulls, y 1999 y 2003 con San Antonio Spurs).
- 4 veces campeón de la NBA como entrenador (2015, 2017, 2018 y 2022 con Golden State Warriors)
- Ganador del concurso de triples del All-Star Game de 1997.
- Mejor porcentaje de acierto en una carrera de tiros de 3 puntos (45,4%).
- 2 veces líder en porcentaje de triples en una temporada (1989/90 y 1994/95).
- Segundo mejor porcentaje de 3 puntos absoluto en una temporada (1995, 52,4%).
- Medalla de Oro con la selección de Estados Unidos en el Mundial de baloncesto de España de 1986.

### Distinciones
- Llaves de la ciudad de San Francisco (2025).[7]